# 詹姆斯·約瑟夫·巴爾傑
小詹姆斯·約瑟夫·巴爾傑（英語：James Joseph Bulger, Jr.，1929年9月3日—2018年10月30日），綽號白毛·巴爾傑（英語：Whitey Bulger），生於美國麻塞諸塞州多切斯特（Dorchester），美國幫派頭目與罪犯，在波士頓組織了以愛爾蘭裔成員為主的冬山幫，成為南波士頓勢力最大的幫派份子。
他被指控犯下多起犯罪，包括賭博、販毒、殺人、搶劫銀行與暴力犯罪。他曾與愛爾蘭共和軍合作，走私軍火。其弟威廉·巴爾傑，是麻塞諸塞州的前參議員。

## 早年
巴爾傑的父親是老詹姆斯·約瑟夫·巴爾傑（James Joseph Bulger Sr.），來自紐芬蘭（現為加拿大紐芬蘭與拉布拉多省）的Harbour Grace，其父母都是愛爾蘭人。在麻薩諸塞州的埃弗里特定居後，老詹姆斯與第一代愛爾蘭移民Jane Veronica "Jean" McCarthy結婚。他們的第一個孩子是小詹姆斯·約瑟夫·巴爾傑，出生於1929年。
巴爾傑的父親是一名工會工人，偶爾也做碼頭工人。父親在一次工業事故中失去了手臂，家庭便陷入貧困。1938年5月，瑪麗·艾倫·麥科馬克住房計劃在南波士頓附近開放。巴爾傑一家搬了進去，孩子們在那裡長大。巴爾傑的其他孩子有威廉·巴爾傑和約翰·P·巴爾傑，在學校成績優異；小詹姆斯·巴爾傑被卷入了街頭生活。
在他的犯罪生涯早期，當地警察給巴爾傑起了一個綽號叫「白毛」（Whitey），因為是他的金髮。巴爾傑討厭這個名字；他更願意被稱為「吉姆」（Jim）、「吉米」（Jimmy），甚至「靴子」（Boots）。最後一個綽號來自他穿牛仔靴的習慣，他用靴子來隱藏一把彈簧刀。然而，「白毛」這個綽號卻一直用著。

## 生涯
從1975年開始，巴爾傑長期擔任美國聯邦調查局的線民，FBI為獲取情報，故意忽視與放任他進行犯罪。
1997年開始，新英格蘭地區的新聞媒體報導了巴爾傑的犯罪事件，引起政府的尷尬，FBI開始主動對其進行調查。
1994年12月23日，巴爾傑逃離FBI的監視，從此失蹤16年。他名列FBI十大要犯名單之中，懸賞金僅次於賓·拉登。
2012年6月被捕，2013年8月12日，經陪審團裁定其謀殺、敲詐、洗錢、販毒以及非法藏械等31項罪名成立，包括涉嫌參與11起謀殺案。

## 死亡
2018年10月29日，巴爾傑從奧克拉荷馬州俄克拉荷馬城的聯邦轉移中心轉移到西維珍尼亞州的黑澤爾頓美國監獄。10月30日上午8點20分，89歲的巴爾傑在監獄中被發現昏迷。巴爾傑坐在輪椅上，被多名囚犯用一個襪子包住的掛鎖和一把刀子毆打致死，他的眼睛差點被挖出來，舌頭幾乎被切斷了。這是40天內發生了第三件兇殺案。在最近的黑澤爾頓監獄死亡事件發生前幾天，懲教人員已經向國會發出警告，稱設施極其人手不足。位於麻薩諸塞州的黑手黨殺手Fotios "Freddy" Geas是策劃殺害巴爾傑的主要嫌疑人，而他沒有對他的職責提出異議。51歲的Geas和他的兄弟因為他們在幾件暴力犯罪事件中於2011年被判處終身監禁，其中包括2003年殺害吉諾維斯犯罪家族的老大阿道弗·布魯諾，他在麻薩諸塞州春田市的停車場被槍殺。
2018年11月8日，在南波士頓的聖莫尼卡–聖奧古斯丁教堂（Saint Monica – Saint Augustine Church）為巴爾傑舉行葬禮彌撒。包括他的弟弟、前麻薩諸塞州參議院議長威廉·巴爾傑和Catherine Greig等的家庭成員都有出席。
巴爾傑被埋葬在波士頓近鄰西羅克斯伯里 (波士頓)的聖約瑟夫公墓，刻有他父母名字的巴爾傑家族墓碑下。

## 流行文化
馬田·史高西斯的2006年電影《無間道風雲》中的角色Frank Costello（積·尼高遜 飾演）是大概根據巴爾傑而創作出來的，但是電影情節是改編自2002年香港電影《無間道》。
2015年電影《黑勢力》，描敍了他的犯罪生平。由強尼·戴普飾演巴爾傑，電影改編自迪克·莱尔（Dick Lehr）和杰拉德·奧尼爾（Gerard O'Neill）的2001年紀實作品《Black Mass: The True Story of an Unholy Alliance Between the FBI and the Irish Mob》。
迈克尔·帕特里克·麥克唐納（Michael Patrick MacDonald）所寫的書籍《All Souls: A Family Story From Southie》中相當多地提及巴爾傑。

## 外部連結
- （英文） James 'Whitey' Bulger在互联网电影资料库（IMDb）上的資料（英文）
- （英文） Bulger, Whitey 1929- （页面存档备份，存于）
- （英文） James (Whitey) Bulger （页面存档备份，存于）
- （英文） Bulger case court documents （页面存档备份，存于）
- （英文） FBI （页面存档备份，存于）
- （英文） James 'Whitey' Bulger